# Démographie de la Haute-Normandie
Au 1er janvier 2006, le nombre d'habitants de la région de Haute-Normandie était estimé à 1 811 000 habitants (contre 1 805 955 en 2005), soit près de 3 % de la population de la France métropolitaine. Le rythme de croissance démographique de la région est peu important (+ 0,24 % par an depuis 1999). Il est uniquement dû au solde naturel (+0,43 % par an), le solde migratoire étant négatif (-0,18 % annuellement).La ville de Rouen qui est la préfecture de la région compte environ 114 000 habitants, mais Le Havre est la ville la plus peuplée avec 185 000 habitants.

## Évolution de la population
| Années | Population au 1er janvier | Population au 1er janvier        | Population au 1er janvier |
| Années | département de l'Eure     | département de la Seine-Maritime | Total Haute-Normandie     |
| ------ | ------------------------- | -------------------------------- | ------------------------- |
| 1801   | 402.796                   | 609.843                          | 1.012.639                 |
| 1851   | 415.777                   | 762 039                          | 1.177.816                 |
| 1901   | 334.781                   | 853.883                          | 1.188.664                 |
| 1921   | 303.159                   | 880 671                          | 1.183.830                 |
| 1936   | 303 829                   | 915.628                          | 1 219 457                 |
| 1946   | 315 902                   | 846.131                          | 1.162.033                 |
| 1954   | 332.514                   | 941 684                          | 1.274.198                 |
| 1968   | 383.000                   | 1.114.000                        | 1.497.362                 |
| 1975   | 422.952                   | 1 172 743                        | 1.595.695                 |
| 1982   | 462.254                   | 1.193.108                        | 1.655.362                 |
| 1990   | 513.465                   | 1.222.504                        | 1.735.969                 |
|        |                           |                                  |                           |
| 1995   | 531.677                   | 1.239.357                        | 1.771.034                 |
| 1996   | 534.513                   | 1.239.937                        | 1.774.450                 |
| 1997   | 537.186                   | 1.239.146                        | 1.776.332                 |
| 1998   | 539.608                   | 1.239.784                        | 1.779.392                 |
| 1999   | 540.918                   | 1.239.584                        | 1.780.502                 |
| 2000   | 544.547                   | 1.241.274                        | 1.785.821                 |
| 2001   | 548.296                   | 1.242.932                        | 1.791.228                 |
| 2002   | 551.909                   | 1.243.718                        | 1.795.627                 |
| 2003   | 555.551                   | 1.243.559                        | 1.799.110                 |
| 2004   | 559.087                   | 1.243.142                        | 1.802.229                 |
| 2005   | 562.458                   | 1.243.497                        | 1.805.955                 |
| 2006   | 566.000                   | 1.245.000                        | 1.811.000                 |
| 2007   | 570.000                   | 1.248.000                        | 1.818.000                 |
| 2008   | 574.000                   | 1.252.000                        | 1.826.000                 |
| Années | département de l'Eure     | département de la Seine-Maritime | Total Haute-Normandie     |

Sources : Insee, et IAURIF.

## Mouvement naturel de la population

### Évolution des naissances et des décès
Les chiffres suivants sont fournis par l'Insee,,.
| Département     | 2000   | 2000   | 2000  | 2004   | 2004   | 2004  | 2005   | 2005   | 2005  | 2006   | 2006   | 2006  |
| Département     | Naiss. | Décès  | Solde | Naiss. | Décès  | Solde | Naiss. | Décès  | Solde | Naiss. | Décès  | Solde |
| --------------- | ------ | ------ | ----- | ------ | ------ | ----- | ------ | ------ | ----- | ------ | ------ | ----- |
| Eure            | 7 358  | 4 780  | 2 578 | 7 220  | 4 714  | 2 506 | 7 386  | 4 851  | 2 535 | 7 402  | 4 700  | 2 702 |
| Seine-Maritime  | 16 683 | 11 010 | 5 673 | 15 650 | 10 463 | 5 187 | 15 691 | 10 839 | 4 852 | 16 004 | 10 900 | 5 104 |
| Haute-Normandie | 24 041 | 15 790 | 8 251 | 22 870 | 15 177 | 7 693 | 23 077 | 15 690 | 7 387 | 23 406 | 15 600 | 7 806 |

### Fécondité par département
Le nombre moyen d'enfants par femme ou indice conjoncturel de fécondité a évolué comme suit pour chaque département et pour l'ensemble de la région Haute-Normandie :
| Département           | Fécondité 1999 | Fécondité 2000 | Fécondité 2001 | Fécondité 2002 | Fécondité 2003 | Fécondité 2004 | Fécondité 2005 |
| --------------------- | -------------- | -------------- | -------------- | -------------- | -------------- | -------------- | -------------- |
| Eure                  | 1,97           | 2,03           | 2,03           | 2,03           | 2,05           | 2,06           |                |
| Seine-Maritime        | 1,82           | 1,90           | 1,90           | 1,80           | 1,86           | 1,85           |                |
| Haute-Normandie       | 1,86           | 1,93           | 1,93           | 1,87           | 1,91           | 1,91           |                |
| France métropolitaine | 1,79           | 1,87           | 1,88           | 1,87           | 1,87           | 1,89           | 1,92           |

La fécondité des femmes de la région est un peu plus élevée que celle de l'ensemble de la France métropolitaine. Le département de l'Eure se caractérise par une natalité nettement supérieure à la moyenne française.

### Répartition des naissances par nationalité de la mère
Les chiffres suivants sont fournis par l'Insee pour l'année 2004 :
|                  | Ensemble | Françaises | Étrangères | Étrangères | Étrangères | Étrangères | Étrangères | Étrangères | Étrangères |
| Total étrangères | Ensemble | Françaises | Algérie    | Espagne    | Italie     | Portugal   | Maroc      | Tunisie    |            |
| ---------------- | -------- | ---------- | ---------- | ---------- | ---------- | ---------- | ---------- | ---------- | ---------- |
| Eure             | 7.220    | 6.822      | 398        | 38         | 1          | 0          | 15         | 55         | 4          |
| Seine-Maritime   | 15.650   | 14.803     | 847        | 180        | 7          | 7          | 28         | 138        | 31         |
| Haute-Normandie  | 22.870   | 21.625     | 1.245      | 218        | 8          | 7          | 43         | 193        | 35         |
| -- légitimes     | 11.177   | 10.268     | 909        | 184        | 6          | 4          | 28         | 174        | 31         |
| -- hors-mariage  | 11.693   | 11.357     | 336        | 34         | 2          | 3          | 15         | 19         | 4          |

## Immigration
Par immigré on entend quelqu'un résidant en France, né étranger à l'étranger. Il peut être devenu français par acquisition ou avoir gardé sa nationalité étrangère. Par contre le groupe des étrangers est constitué par l'ensemble des résidents ayant une nationalité étrangère, qu'ils soient nés en France ou hors de France. Les enfants nés en France de parents étrangers sont étrangers, mais deviennent Français de plein droit à 18 ans, s'ils y résident et y ont résidé de manière continue ou discontinue pendant cinq années depuis l'âge de 11 ans et s'ils ne désirent pas conserver leur nationalité d'origine. Cependant, dès l'âge de 13 ans, les parents peuvent demander la nationalité française pour leur enfant, avec son accord (sous condition d'avoir résidé cinq ans en France depuis l'âge de 8 ans). De plus le mineur de 16 ans accomplis peut faire la demande d'acquisition anticipée de la nationalité sans l'accord de ses parents et sous les mêmes conditions de durée de résidence en France durant cinq années depuis l'âge de 11 ans.

### Nombre d'étrangers et d'immigrés en Haute-Normandie
Au recensement de 1999, les étrangers et les immigrés se répartissaient comme suit en France et en région de Haute-Normandie :
|                                                  | France métropolitaine | Haute-Normandie |
| ------------------------------------------------ | --------------------- | --------------- |
| Français                                         | 55.260.000            | 1.731.544       |
| -- Français de naissance nés en France           | 51.340.000            | 1.679.151       |
| -- Français de naissance nés à l'étranger        | 1.560.000             | 19.580          |
| -- Français par acquisition nés en France        | 800.000               | 10.544          |
| -- Français par acquisition nés à l'étranger (1) | 1.560.000             | 22.269          |
| Étrangers                                        | 3.260.000             | 48.634          |
| -- Étrangers nés en France                       | 510.000               | 7.664           |
| -- Étrangers nés à l'étranger (2)                | 2.750.000             | 40.970          |
| Immigrés (1) + (2)                               | 4.310.000             | 63.239          |

## Les principales aires urbaines
Les populations suivantes se réfèrent aux aires urbaines dans leur extension définie lors du recensement de 1999.
| Aires urbaines    | Date du recensement | Date du recensement | Date du recensement |         |
| Aires urbaines    | 1982                | 1990                | 1999                | 2009    |
| ----------------- | ------------------- | ------------------- | ------------------- | ------- |
| Rouen (76)        | 489 318             | 504 984             | 518 316             | 651 278 |
| Le Havre (76)     | 293 991             | 298 739             | 296 773             | 293 361 |
| Évreux (27)       | 82 079              | 93 000              | 97 177              |         |
| Elbeuf (76)       | 80 215              | 84 367              | 86 162              | Rouen   |
| Dieppe (76)       | 78 317              | 81 490              | 81 419              |         |
| Louviers (27)     | 32 024              | 40 113              | 42 338              |         |
| Vernon (27)       | 31 241              | 33 086              | 34 834              |         |
| Eu (76)           | 32 973              | 32 907              | 32 604              |         |
| Fécamp (76)       | 30 559              | 30 627              | 31 013              |         |
| Pont-Audemer (27) | 18 976              | 19 287              | 19 576              |         |
| Bernay (27)       | 17 252              | 17 770              | 18 307              |         |

## Démographie des Grandes Villes Haute-Normandes
| #  | Ville                    | Département    | 1968    | 1975    | 1982    | 1990    | 1999,   | 2006,   | 2009,   | 2010,   |
| -- | ------------------------ | -------------- | ------- | ------- | ------- | ------- | ------- | ------- | ------- | ------- |
| 1  | Le Havre                 | Seine-Maritime | 207 150 | 217 882 | 199 388 | 195 854 | 190 905 | 182 580 | 177 259 | 175 497 |
| 2  | Rouen                    | Seine-Maritime | 120 471 | 114 834 | 101 945 | 102 723 | 106 592 | 107 904 | 110 688 | 110 933 |
| 3  | Évreux                   | Eure           | 42 550  | 47 412  | 46 045  | 49 103  | 51 198  | 51 239  | 50 537  | 51 193  |
| 4  | Dieppe                   | Seine-Maritime | 39 025  | 39 466  | 35 957  | 35 894  | 34 653  | 33 618  | 32 670  | 31 963  |
| 5  | Sotteville-les-Rouen     | Seine-Maritime | 34 495  | 31 659  | 30 558  | 28 544  | 29 553  | 30 076  | 29 342  | 28 835  |
| 6  | Saint-Étienne-du-Rouvray | Seine-Maritime | 34 713  | 37 242  | 32 444  | 30 731  | 29 092  | 27 815  | 28 309  | 28 102  |
| 7  | Vernon                   | Eure           | 18 872  | 22 422  | 22 243  | 23 659  | 24 063  | 24 018  | 25 323  | 25 147  |
| 8  | Grand-Quevilly           | Seine-Maritime | 25 611  | 31 963  | 31 650  | 27 658  | 26 679  | 26 226  | 25 160  | 24 930  |
| 9  | Bois-Guillaume-Bihorel   | Seine-Maritime | 15 791  | 18 972  | 19 444  | 19 517  | 21 021  | 21 476  | 21 808  |         |
| 10 | Petit-Quevilly           | Seine-Maritime | 22 876  | 22 401  | 22 876  | 22 600  | 22 332  | 22 132  | 21 745  | 21 898  |
| 11 | Mont-Saint-Aignan        | Seine-Maritime | 16 031  | 19 146  | 19 736  | 19 961  | 21 265  | 20 659  | 19 734  | 19 341  |
| 12 | Fecamp                   | Seine-Maritime | 21 406  | 21 910  | 21 436  | 20 808  | 21 027  | 19 424  | 19 348  | 19 207  |
| 13 | Louviers                 | Eure           | 15 326  | 18 333  | 19 000  | 18 658  | 18 328  | 18 259  | 17 943  | 17 734  |
| 14 | Elbeuf                   | Seine-Maritime | 19 407  | 19 116  | 17 224  | 16 604  | 16 666  | 17 277  | 17 251  | 17 178  |
| 15 | Montivilliers            | Seine-Maritime | 8 910   | 10 563  | 15 030  | 17 067  | 16 556  | 16 174  | 16 474  | 16 611  |
| 16 | Canteleu                 | Seine-Maritime | 13 415  | 14 174  | 15 276  | 16 090  | 15 430  | 14 206  | 14 701  | 14 825  |

## Répartition par âge

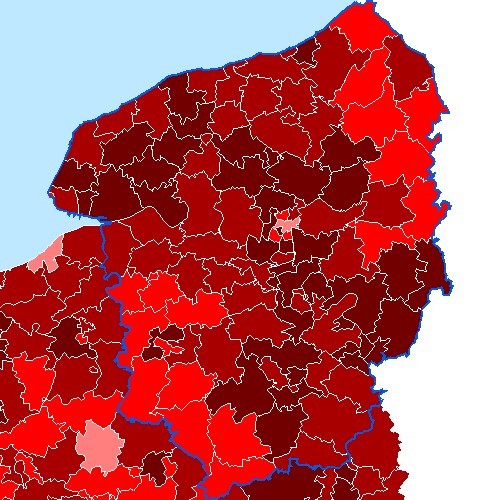
Les moins de 20 ans en Haute-Normandie en 1999

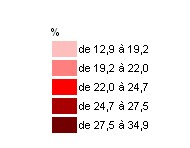

Les moins de 20 ans sont relativement nombreux en Haute-Normandie, région qui reste toujours assez féconde. Sur la carte ci-contre, on remarque que les jeunes sont très nombreux au pays de Caux (partie ouest de la Seine-Maritime) ainsi que dans les deux tiers orientaux de l'Eure.
Trois zones moins « jeunes » sont apparentes dans la région :
- Au centre, la tache claire correspond à Rouen.
- L'est de la Seine-Maritime (pays de Bray).
- L'ouest du département de l'Eure.